# Vasilis Torosidis
Vasilios Torosidis (grekiska: Βασίλης Τοροσίδης), född 10 juni 1985 i Xanthi, är en grekisk tidigare fotbollsspelare. Han spelade mellan 2007 och 2019 i det grekiska landslaget.

## Landslagskarriär
Torosidis gjorde sin landslagsdebut i en kvalmatch till Fotbolls-EM 2008 mot Turkiet och blev snabbt Greklands första val som vänsterback samtidigt som han spelade högerback i sitt klubblag. Han gjorde sitt första landslagsmål i en kvalmatch till Fotbolls-VM 2010 mot Luxemburg.
Den 17 juni 2010 fick den nigerianska mittfältaren Sani Kaita rött kort efter att ha sparkat Torosidis i hans lår. Därefter gjorde han det avgörande målet i Greklands VM-gruppspelsmatch mot Nigeria som gav Grekland en seger med 2-1, deras första seger någonsin i ett VM.